# Francis Zammit Dimech
Francis Zammit Dimech, né le 23 octobre 1954 à San Ġiljan et mort le 21 avril 2025, est un homme politique maltais. Il est député européen de 2017 à 2019.

## Biographie
Francis Zammit Dimech a étudié à l'université de Malte, où il a obtenu un diplôme de droit (LL.D) en 1979, puis un master en services financiers en 1999. Il a ensuite poursuivi des études de troisième cycle au Royaume-Uni et a obtenu un MBA en 2013 à la Henley Business School (université de Reading, Royaume-Uni).
À sa mort en 2025, il préparait un doctorat en droit de la radiodiffusion à l'université de Malte.